# Hannes Dreyer
Johannes "Hannes" Jacobus Gerhardu Dreyer (* 13. Januar 1985) ist ein ehemaliger südafrikanischer Leichtathlet, der sich auf den Sprint spezialisiert hat. Mit der südafrikanischen 4-mal-100-Meter-Staffel wurde dreimal Afrikameister.

## Sportliche Laufbahn
Erste Erfahrungen bei internationalen Meisterschaften sammelte Hannes Dreyer im Jahr 2006, als er bei den Afrikameisterschaften in Bambous in 10,74 s den vierten Platz im 100-Meter-Lauf belegte. Zudem gewann er dort mit der südafrikanischen 4-mal-100-Meter-Staffel in 39,68 s gemeinsam mit Leigh Julius, Lee Roy Newton und Sherwin Vries die Silbermedaille hinter dem nigerianischen Team. Im Jahr darauf schied er bei der Sommer-Universiade in Bangkok mit 10,63 s im Halbfinale über 100 Meter aus, gewann mit der 4-mal-100-Meter-Staffel in 39,20 s die Silbermedaille hinter dem thailändischen Team und belegte mit der 4-mal-400-Meter-Staffel in 3:06,44 min den vierten Platz. 2008 gewann er bei den Afrikameisterschaften in Addis Abeba in 10,24 s die Bronzemedaille über 100 Meter hinter den Nigerianern Olusoji Fasuba und Uchenna Emedolu und siegte mit der 4-mal-100-Meter-Staffel in 38,75 s gemeinsam mit Corné du Plessis, Sergio Mullins und Thuso Mpuang. Im August startete er mit der Staffel bei den Olympischen Sommerspielen in Peking und kam dort im Vorlauf nicht ins Ziel. Im Jahr darauf kam er bei den Weltmeisterschaften in Berlin mit 39,71 s ebenfalls nicht über den Vorlauf im Staffelbewerb hinaus und 2010 schied er bei den Afrikameisterschaften in Nairobi mit 10,49 s im Halbfinale über 100 Meter aus. Zudem verteidigter mit der Staffel in 39,12 s den Titel. Anschließend wurde er beim IAAF Continental Cup in Split in 39,82 s Dritter in der 4-mal-100-Meter-Staffel. 2011 schied er bei den Studentenweltspielen in Shenzhen mit 10,63 s im Semifinale über 100 Meter aus und siegte mit der Staffel in 39,25 s. Anschließend kam er bei den Weltmeisterschaften in Daegu mit der Staffel mit 38,72 s nicht über die Vorrunde hinaus. Im Jahr darauf schied er bei den Afrikameisterschaften in Porto-Novo mit 12,26 s in der ersten Runde über 100 Meter aus und sicherte sich im Staffelbewerb in 39,26 s gemeinsam mit Simon Magakwe, Roscoe Engel und Thuso Mpuang die dritte Goldmedaille in Folge. 2014 beendete er dann seine aktive sportliche Karriere im Alter von 29 Jahren.
2008 wurde Dreyer südafrikanischer Meister im 100- und 200-Meter-Lauf.

## Persönliche Bestzeiten
- 100 Meter: 10,21 s (+1,2 m/s), 30. Juni 2013 in Castres
  - 60 Meter (Halle): 6,66 s, 13. Februar 2009 in Düsseldorf
- 200 Meter: 20,71 s (+1,3 m/s), 27. März 2008 in Pretoria